# The Decoy Bride
The Decoy Bride (Brasil: A Noiva Isca ) é uma comédia romântica britânica de 2011 escrita pela comediante Sally Phillips e Neil Jaworski, e estrelada por David Tennant, Alice Eve e Kelly Macdonald e ambientada na ilha fictícia de Hegg,  supostamente localizada nas Hébridas Exteriores da Escócia. O filme foi realizado pela Ecosse Films. 

## Sinopse
A estrela de cinema americana Lara Tyler é perseguida pela imprensa enquanto se prepara para se casar com o escritor inglês James Arber. Apesar dos esforços dos empresários de Lara, Steve e Emma, o casamento secreto é interrompido pelo paparazzo Marco Ballani, que está determinado a fotografar o “casamento da década”. Lara resolve encontrar um local mais remoto para suas núpcias.
Katie Nic Aodh retorna para sua cidade natal na minúscula ilha escocesa de Hegg depois de romper seu noivado. Ela se move de volta para “The Sunrise”, a hospedagem domiciliar gerido por sua mãe doente terminal Iseabail, e ocupa seu antigo emprego como assistente de loja. Incentivada a escrever um guia sobre Hegg, Katie documenta as excentricidades da ilha.
Cativada pela encantadora - embora fictícia - descrição de Hegg em seu último livro, Lara opta por fazer o casamento deles na ilha. Eles ficam no castelo local, que Steve transforma para combinar com o livro. Katie flerta sem sucesso com um incógnito James, e Marco vem para ficar no Sunrise, disfarçado de monge. Suspeitando de Marco e reconhecendo Steve dos tablóides, Iseabail deduz o que está acontecendo e liga para a imprensa. Vendo Marco vigiando a capela do casamento, Lara foge.
Com a falta de Lara, Steve prossegue com a cerimônia, usando uma “noiva isca” para convencer Marco de que conseguiu fotografar o casamento, mas sem informar James. Katie aceita relutantemente o papel por £5.000. Fortemente velada, ela chega à capela e troca votos com James, mas seu terrível sotaque americano o alerta para o engano. A festa de casamento retorna ao castelo enquanto a mídia avança sobre Hegg. Steve tranca Katie e James na suíte nupcial, mantendo a imprensa focada no castelo até que Lara possa ser encontrada. Katie e James brigam e percebem que podem ter sido oficialmente casados.
Disfarçada de uma idosa local, Lara recebe Iseabail com um pagamento substancial por notificar a imprensa. Lara fica emocionada quando Marco, sem saber de sua verdadeira identidade, revela que se apaixonou por Lara Tyler. Infiltrando-se no castelo, Marco invade a suíte. Ele e James brigam, antes de Marco declarar seu amor por Lara e sair para procurá-la. James segue o exemplo, mas é forçado a resgatar Katie quando ela cai no fosso.
Eles vão para o Sunrise e se unem enquanto trocam suas roupas molhadas. Marco intercepta o correio de voz de Lara para que James a encontre em uma enseada próxima. Reconhecida pelo editor de Marco, Lara o chuta na cara, antes de forçar Iseabail a jogar seu dinheiro do penhasco. Encontrando Katie com James - vestindo a fantasia de gaiteiro vintage deixada pelo pai ausente de Katie - Iseabail revela que ela convocou a imprensa para o casamento. Acreditando que Katie orquestrou tudo por dinheiro, James parte para se encontrar com Lara.
Um casal de idosos surdos confunde James com o pai de Katie, e ele tenta tocar gaita de fole para eles enquanto dançam. Percebendo que se apaixonou por ele, Katie encontra James. Ele é atacado pelo ex-namorado de Katie, Angus, que implora que ela o aceite de volta, mas ela recusa. Ela e James consultam o reverendo McDonough, que declara que se James puder chegar a Lara antes do anoitecer, o casamento deles pode prosseguir; ele dissolve o casamento de James e Katie. Katie confessa seus sentimentos por James, mas leva os paparazzi para longe quando ele encontra Lara e o reverendo, com Marco assistindo por perto.
Meses depois, Katie se prepara para deixar Hegg; ela viajou o mundo com sua mãe antes de morrer, com a ajuda de Lara, e seu guia foi publicado. Saindo de barco, ela vê James chegando na ilha. Tendo vindo procurá-la, ele revela que dedicou seu último livro a ela. Eles se reencontram nas docas e se beijam. Lara visita Marco, e eles são pegos por outro paparazzo.

## Elenco
- Kelly Macdonald como Katie [5] a noiva chamariz.
- David Tennant como James Arber,[5] um escritor inglês best-seller noivo de Lara.
- Alice Eve como Lara Tyler,[5] uma estrela de cinema americana.
- Michael Urie como Steve Korbitz,[1] empresário de Lara.
- Sally Phillips como Emma, assistente de Steve.
- Maureen Beattie como Iseabail,[1] mãe de Katie.
- Federico Castelluccio as Marco Ballani,[1] o fotógrafo obcecado por Lara.
- Dylan Moran como Charley, editor de Marco.
- Jeannie Fisher como Aileen, uma residente de Hegg.
- Hamish Clark como Angus, marido de Muireen e ex namorado de Katie.
- James Fleet como Laird.
- Sally Howitt como Muireen.
- Hannah Bourne como Chloe.
- Matthew Chalmers como Callum.
- Rony Bridges como Roan.
- Victoria Grove como Anais Anais.
- Alisha Bailey como Surelle.
- Alex Childs como anfitrião da TV.
- Tony Roper como Reverendo McDonough.
- Ben Addis como Jornalista 1
- William Owen como Jornalista 2
- Calum MacNab como Jornalista 3
- Ross Armstrong como Paparazzo 1
- Samuel Roukin como Paparazzo 2
- Patrick Regis como Ministro de Hollywood
- Danny Bage como porteiro de hotel
- Tona Gray como mulher idosa
- Gil Kolirin como segurança
- Robert Fyfe como arrendatário
- Maryann Turner como mulher do arrendatário
- Achara Kirk como turista

## Produção
David Tennant disse que o filme foi uma homenagem ao filme Local Hero, ambientado na Escócia, em 1983. A ilha fictícia de Hegg foi inspirada por Jura e Eigg. Recebeu a maior doação possível da Scottish Screen, £300.000.
Os ensaios começaram em Londres em 21 de junho de 2010. As filmagens começaram em 27 de junho na Ilha de Man, antes de se mudar para a Escócia . As filmagens terminaram em 31 de julho de 2010. Muitas das cenas ao ar livre foram filmadas na Ilha de Man, enquanto outras cenas foram filmadas em Glasgow e no Castelo Caerlaverock em Dumfries e por Loch Fyne em Argyll.
A trilha sonora foi escrita por Julian Nott.
CinemaNX distribuiu o filme no Reino Unido e HanWay Films é o agente de vendas internacional.

## Recepção
O filme recebeu críticas mistas a negativas da crítica de cinema. Ele possui uma pontuação de 23% no Rotten Tomatoes e uma pontuação de 42/100 no Metacritic.
Neil Genzlinger do The New York Times gostou do filme, elogiando a atuação de Tennant e Macdonald e a zombaria da cultura das celebridades. Frank Scheck do The Hollywood Reporter chamou o filme de "comédia romântica branda no estilo de Richard Curtis", mas elogiou o desempenho de Macdonald e concluiu que seu desempenho torna o filme tolerável.